# System ocen programów telewizyjnych w Polsce
System ocen programów telewizyjnych – system klasyfikacji programów telewizyjnych pod względem przeznaczenia wiekowego.
Obowiązek wyświetlania oznaczeń wiekowych w audycjach i przekazach telewizyjnych został wprowadzony przez Sejm Rzeczypospolitej Polskiej ustawą z dnia 2 kwietnia 2004 r. o zmianie ustawy o radiofonii i telewizji. 23 czerwca 2005 r. Krajowa Rada Radiofonii i Telewizji wydała rozporządzenie dostosowujące prawo medialne do wymogów znowelizowanej ustawy. Rozporządzenie obowiązywało od 15 sierpnia 2005 do 30 kwietnia 2022 r. i nakazywało nadawcom umieszczanie na ekranie jednego z pięciu znaków systemu oceniania, w zależności od negatywnych treści zawartych w audycji. Rozporządzeniem z dnia 12 lipca 2011 r. zmieniona została forma graficzna oznaczeń. Od 1 maja 2022 r. obowiązuje nowe rozporządzenie z identycznymi oznaczeniami:
| Oznaczenie od 28 sierpnia 2011 r. | Oznaczenie od 15 sierpnia 2005 r. do 28 sierpnia 2011 r. | Od lat | Ograniczenie czasowe      |
| --------------------------------- | -------------------------------------------------------- | ------ | ------------------------- |
|                                   |                                                          | 0      | Brak ograniczeń czasowych |
|                                   |                                                          | 7      | Brak ograniczeń czasowych |
|                                   |                                                          | 12     | Brak ograniczeń czasowych |
|                                   |                                                          | 16     | 20:00 – 06:00             |
|                                   |                                                          | 18     | 23:00 – 06:00             |

Znowelizowana ustawa medialna nakazuje wyświetlanie symboli graficznych oznaczeń przez cały czas trwania audycji i przekazów telewizyjnych. Wyjątek stanowią programy informacyjne, sportowe, reklamy, telesprzedaż, żałoby i przekazy tekstowe, które są ustawowo wyłączone z klasyfikacji. Krajowa Rada Radiofonii i Telewizji może regulować wzory graficzne symboli i stopnie kategorii wiekowych. Nie może natomiast decydować o tym, jakie audycje podlegają znakowaniu i czasie długości wyświetlania symboli. Obowiązek kwalifikacji programów do określonej kategorii wiekowej należy bezpośrednio do nadawcy, Krajowa Rada Radiofonii i Telewizji jedynie czasami dokonuje badań sprawdzających poprawność znakowania. Nadawcy nieustanowieni na terytorium Rzeczypospolitej Polskiej, także ci emitujący program w polskiej wersji językowej, nie muszą stosować oznaczeń. Niektórzy z takich nadawców stosują swój własny system oznaczeń, jak np. plansza z ostrzeżeniem tekstowym wyświetlana przed programem albo innego rodzaju oznaczenie graficzne.

## Wcześniejsze systemy
Do 2000 w Polsce oficjalnie nie funkcjonował żaden wspólny system klasyfikacji programów telewizyjnych wszystkich nadawców. W większości telewizji nie było czegoś takiego jak znakowanie wszystkich audycji różnymi kategoriami, istniał tylko jeden próg – tylko dla dorosłych. Jednak były i takie stacje, które stosowały systemy oznaczeń własnego autorstwa. W  Telewizji Polskiej przed filmami od 18 lat wyświetlano autorską planszę „film tylko dla dorosłych”. Podobny system stosowała telewizja Canal+ Premium – przed filmem wyświetlała planszę z kluczami zielonym, żółtym, czerwonym w zależności od ilości negatywnych treści zawartych w audycji. Natomiast w TVN logo stacji podczas filmów dla dorosłych przez kilkadziesiąt sekund pulsowało czerwonym kolorem, dodatkowo logo pulsowało przed, jak i po wznowieniu filmu, również lektor informował, że aby chronić dzieci przed nieodpowiednimi obrazami szczególnej brutalności stacja znakuje film, później wyjaśniał, co oznacza tzw. "Czerwone koło". 25 lutego 1999 z inicjatywy Krajowej Rady Radiofonii i Telewizji podpisane zostało porozumienie „Przyjazne media”, mające na celu wprowadzenie w Polsce wspólnego dla wszystkich nadawców porozumienia. Członkami porozumienia zostało 9 nadawców telewizyjnych: Telewizja Polska, Polsat, TVN, Nasza TV, Canal+ Premium, Wizja TV, Polska Telewizja Kablowa i TV Niepokalanów. Mieli oni czas do 31 marca 2000 na wprowadzenie oznaczeń. 1 marca 2000 zaczęło istnieć formalnie porozumienie, a także ich symbole. Symbole funkcjonowały w Telewizji Polskiej i Naszej TV, w TVN system pojawił się w połowie marca 2000, a w pozostałych stacjach po 20 marca 2000. System ten składał się z trzech oznaczeń wyświetlanych w prawym dolnym rogu ekranu:
| Ikona | Od Lat      | Oznaczenie          | Ograniczenia czasowe |
| ----- | ----------- | ------------------- | -------------------- |
|       | 0 i więcej  | Dla wszystkich      | Brak ograniczeń      |
|       | 12 i więcej | Za zgodą rodziców   | Brak ograniczeń      |
|       | 18          | Tylko dla dorosłych | 23:00 – 6:00         |

Oznaczenia były wyświetlane przez 3 minuty na początku audycji i po reklamach, zaś w przypadku telewizji nieprzerywających audycji reklamami – co 20 minut. Canal+ Premium wyświetlał dodatkowo oznaczenia w formie planszy przed audycją z wyjaśnieniem, co dany znak oznacza. Nadawcy po pewnym czasie lub na samym początku funkcjonowania systemu zrezygnowała z używania oznaczenia "Dla wszystkich". Nadawcy mogli sobie pozwolić na poprawianie systemu według własnego uznania, gdyż nie był on umocowany prawnie, lecz był dobrowolnym porozumieniem.